# Bistum Legazpi
Das Bistum Legazpi (lat.: Dioecesis Legazpiensis) ist eine auf den Philippinen gelegene römisch-katholische Diözese mit Sitz in Legazpi City.

## Geschichte
Das Bistum Legazpi wurde am 29. Juni 1951 durch Papst Pius XII. mit der Apostolischen Konstitution Quo in Philippina Republica aus Gebietsabtretungen des Erzbistums Caceres errichtet und diesem als Suffraganbistum unterstellt. Am 27. Mai 1974 gab das Bistum Legazpi Teile seines Territoriums zur Gründung des Bistums Virac ab.
Das Bistum Legazpi umfasst die Provinz Albay.

## Bischöfe von Legazpi
- Flaviano Ariola, 1952–1968
- Teotimo Pacis CM, 1969–1980
- Concordio Maria Sarte, 1980–1991
- José Sorra, 1993–2005
- Nestor Celestial Cariño, 2005–2007
- Joel Zamudio Baylon, seit 2009